# Criniger ndussumensis
Criniger ndussumensis là một loài chim trong họ Pycnonotidae.